# Speedcubing-Weltmeisterschaften 2023
Die Speedcubing-Weltmeisterschaften 2023 wurden vom 12. bis 15. August 2023 in Incheon, Südkorea ausgetragen und hatten 1187 Teilnehmer. Die Speedcubing-Weltmeisterschaften 2021, die in Almere, Niederlande stattfinden sollten, wurden wegen Einschränkungen während der Corona-Pandemie abgesagt.

## Weltrekorde
Folgende Weltrekorde wurden in diesem Turnier aufgestellt:
- Hill Pong Yong Feng in der Disziplin 5×5×5 Blind; 2 Minuten 18,78 Sekunden (Einzelergebnis)
- Max Park in der Disziplin 6×6×6; 1 Minute 7,11 Sekunden (Durchschnitt)
- Tommy Cherry in der Disziplin 3×3×3 Blind; 14,15 Sekunden (Durchschnitt)

## Ergebnisse
Die Sieger der einzelnen Kategorien sind die folgenden:

### 3×3×3
| Platz | Teilnehmer       | Durchschnittszeit in Sekunden | Zeiten aller Lösungsversuche in Sekunden | Zeiten aller Lösungsversuche in Sekunden | Zeiten aller Lösungsversuche in Sekunden | Zeiten aller Lösungsversuche in Sekunden | Zeiten aller Lösungsversuche in Sekunden |
| ----- | ---------------- | ----------------------------- | ---------------------------------------- | ---------------------------------------- | ---------------------------------------- | ---------------------------------------- | ---------------------------------------- |
| 1.    | Max Park         | 5,31                          | 5,04                                     | 5,42                                     | 5,69                                     | 4,54                                     | 5,48                                     |
| 2.    | Yiheng Wang      | 5,32                          | 6,10                                     | 4,72                                     | 4,61                                     | 5,15                                     | 6,47                                     |
| 3.    | Tymon Kolasiński | 5,42                          | 6,61                                     | 4,76                                     | 5,00                                     | 4,54                                     | 6,49                                     |

### 2×2×2
| Platz | Teilnehmer   | Durchschnittszeit in Sekunden | Zeiten aller Lösungsversuche in Sekunden | Zeiten aller Lösungsversuche in Sekunden | Zeiten aller Lösungsversuche in Sekunden | Zeiten aller Lösungsversuche in Sekunden | Zeiten aller Lösungsversuche in Sekunden |
| ----- | ------------ | ----------------------------- | ---------------------------------------- | ---------------------------------------- | ---------------------------------------- | ---------------------------------------- | ---------------------------------------- |
| 1.    | Ziyu Ye      | 1,34                          | 1,09                                     | 1,36                                     | 0,82                                     | 1,56                                     | 1,59                                     |
| 2.    | Zayn Khanani | 1,36                          | 1,55                                     | 1,16                                     | 1,68                                     | 1,12                                     | 1,37                                     |
| 3.    | Like Li      | 1,37                          | 1,19                                     | 1,55                                     | 1,57                                     | 1,17                                     | 1,38                                     |

### 4×4×4
| Platz | Teilnehmer       | Durchschnittszeit in Sekunden | Zeiten aller Lösungsversuche in Sekunden | Zeiten aller Lösungsversuche in Sekunden | Zeiten aller Lösungsversuche in Sekunden | Zeiten aller Lösungsversuche in Sekunden | Zeiten aller Lösungsversuche in Sekunden |
| ----- | ---------------- | ----------------------------- | ---------------------------------------- | ---------------------------------------- | ---------------------------------------- | ---------------------------------------- | ---------------------------------------- |
| 1.    | Tymon Kolasiński | 22,11                         | 19,02                                    | 25,27                                    | 20,63                                    | 20,78                                    | 24,44                                    |
| 2.    | Đỗ Quang Hưng    | 22,63                         | 22,17                                    | 23,02                                    | 22,70                                    | 22,13                                    | 26,44                                    |
| 3.    | Max Park         | 23,50                         | 25,25                                    | 21,51                                    | 24,46                                    | 24,52                                    | 17,93                                    |

### 5×5×5
| Platz | Teilnehmer       | Durchschnittszeit in Sekunden | Zeiten aller Lösungsversuche in Sekunden | Zeiten aller Lösungsversuche in Sekunden | Zeiten aller Lösungsversuche in Sekunden | Zeiten aller Lösungsversuche in Sekunden | Zeiten aller Lösungsversuche in Sekunden |
| ----- | ---------------- | ----------------------------- | ---------------------------------------- | ---------------------------------------- | ---------------------------------------- | ---------------------------------------- | ---------------------------------------- |
| 1.    | Max Park         | 40,11                         | 45,01                                    | 42,79                                    | 40,24                                    | 36,43                                    | 37,30                                    |
| 2.    | Tymon Kolasiński | 40,36                         | 42,08                                    | 41,10                                    | 39,04                                    | 40,94                                    | 37,63                                    |
| 3.    | Seung Hyuk Nahm  | 42,34                         | 41,96                                    | 41,10                                    | 43,26                                    | 43,37                                    | 41,81                                    |

### 6×6×6
| Platz | Teilnehmer       | Durchschnittszeit in Minuten:Sekunden | Zeiten aller Lösungsversuche in Sekunden | Zeiten aller Lösungsversuche in Sekunden | Zeiten aller Lösungsversuche in Sekunden |
| ----- | ---------------- | ------------------------------------- | ---------------------------------------- | ---------------------------------------- | ---------------------------------------- |
| 1.    | Tymon Kolasiński | 1:15,38                               | 1:13,05                                  | 1:16,44                                  | 1:16,65                                  |
| 2.    | Ciarán Beahan    | 1:21,00                               | 1:21,41                                  | 1:18,71                                  | 1:22,89                                  |
| 3.    | Seung Hyuk Nahm  | 1:22,86                               | 1:18,43                                  | 1:24,51                                  | 1:25,65                                  |

### 7×7×7
| Platz | Teilnehmer       | Durchschnittszeit in Sekunden | Zeiten aller Lösungsversuche in Minuten:Sekunden | Zeiten aller Lösungsversuche in Minuten:Sekunden | Zeiten aller Lösungsversuche in Minuten:Sekunden |
| ----- | ---------------- | ----------------------------- | ------------------------------------------------ | ------------------------------------------------ | ------------------------------------------------ |
| 1.    | Max Park         | 1:46,75                       | 1:45,05                                          | 1:53,77                                          | 1:41,44                                          |
| 2.    | Tymon Kolasiński | 1:55,82                       | 1:52,24                                          | 2:00,66                                          | 1:54,55                                          |
| 3.    | Lim Hung         | 15:56,63                      | 1:57,90                                          | 1:51,75                                          | 2:00,23                                          |

### 3×3×3 Blind
| Platz | Teilnehmer      | Durchschnittszeit in Sekunden | Zeiten aller Lösungsversuche in Sekunden | Zeiten aller Lösungsversuche in Sekunden | Zeiten aller Lösungsversuche in Sekunden |
| ----- | --------------- | ----------------------------- | ---------------------------------------- | ---------------------------------------- | ---------------------------------------- |
| 1.    | Tommy Cherry    | 14,15                         | 14,07                                    | 13,98                                    | 14,38                                    |
| 2.    | Phillip Maxwell | DNF                           | 14,93                                    | DNF                                      | 23,67                                    |
| 3.    | Liam Chen       | DNF                           | 15,03                                    | DNF                                      | 19,50                                    |

### 3×3×3Fewest Moves
| Platz | Teilnehmer         | Durchschnitt | Alle Lösungsversuche | Alle Lösungsversuche | Alle Lösungsversuche |
| ----- | ------------------ | ------------ | -------------------- | -------------------- | -------------------- |
| 1.    | Jayden McNeill     | 22,33        | 22                   | 23                   | 22                   |
| 2.    | Cyprian Kalbarczyk | 23,33        | 22                   | 28                   | 20                   |
| 3.    | Guido Dipietro     | 24,00        | 25                   | 27                   | 20                   |
| 3.    | Carter Kucala      | 24,00        | 25                   | 27                   | 20                   |

### 3×3×3einhändig
| Platz | Teilnehmer              | Durchschnittszeit in Sekunden | Zeiten aller Lösungsversuche in Sekunden | Zeiten aller Lösungsversuche in Sekunden | Zeiten aller Lösungsversuche in Sekunden | Zeiten aller Lösungsversuche in Sekunden | Zeiten aller Lösungsversuche in Sekunden |
| ----- | ----------------------- | ----------------------------- | ---------------------------------------- | ---------------------------------------- | ---------------------------------------- | ---------------------------------------- | ---------------------------------------- |
| 1.    | Sean Patrick Villanueva | 9,42                          | 9,28                                     | 8,56                                     | 9,47                                     | 9,52                                     | 11,43                                    |
| 2.    | Juliette Sébastien      | 9,65                          | 9,99                                     | 9,67                                     | 9,28                                     | 10,41                                    | 8,65                                     |
| 3.    | Luke Garrett            | 10,00                         | 9,64                                     | 9,37                                     | 10,98                                    | 8,65                                     | 12,89                                    |

### Clock
| Platz | Teilnehmer   | Durchschnittszeit in Sekunden | Zeiten aller Lösungsversuche in Sekunden | Zeiten aller Lösungsversuche in Sekunden | Zeiten aller Lösungsversuche in Sekunden | Zeiten aller Lösungsversuche in Sekunden | Zeiten aller Lösungsversuche in Sekunden |
| ----- | ------------ | ----------------------------- | ---------------------------------------- | ---------------------------------------- | ---------------------------------------- | ---------------------------------------- | ---------------------------------------- |
| 1.    | Tommy Cherry | 3,75                          | 2,97                                     | 3,69                                     | 5,27                                     | 3,85                                     | 3,71                                     |
| 2.    | Conan Mo     | 4,66                          | 4,80                                     | 4,51                                     | 3,73                                     | 5,18                                     | 4,67                                     |
| 3.    | Luke Garrett | 4,66                          | 4,52                                     | 3,91                                     | 4,47                                     | 5,41                                     | 4,99                                     |

### Megaminx
| Platz | Teilnehmer           | Durchschnittszeit in Sekunden | Zeiten aller Lösungsversuche in Sekunden | Zeiten aller Lösungsversuche in Sekunden | Zeiten aller Lösungsversuche in Sekunden | Zeiten aller Lösungsversuche in Sekunden | Zeiten aller Lösungsversuche in Sekunden |
| ----- | -------------------- | ----------------------------- | ---------------------------------------- | ---------------------------------------- | ---------------------------------------- | ---------------------------------------- | ---------------------------------------- |
| 1.    | Tristan Chua Yong    | 29,25                         | 34,14                                    | 29,58                                    | 28,11                                    | 28,11                                    | 30,05                                    |
| 2.    | Leandro Martín López | 29,67                         | 34,71                                    | 27,03                                    | 28,32                                    | 29,55                                    | 31,15                                    |
| 3.    | Alexander Vujcich    | 29,68                         | 28,80                                    | 31,88                                    | 26,00                                    | 33,07                                    | 28,37                                    |

### Pyraminx
| Platz | Teilnehmer    | Durchschnittszeit in Sekunden | Zeiten aller Lösungsversuche in Sekunden | Zeiten aller Lösungsversuche in Sekunden | Zeiten aller Lösungsversuche in Sekunden | Zeiten aller Lösungsversuche in Sekunden | Zeiten aller Lösungsversuche in Sekunden |
| ----- | ------------- | ----------------------------- | ---------------------------------------- | ---------------------------------------- | ---------------------------------------- | ---------------------------------------- | ---------------------------------------- |
| 1.    | Huining Huang | 1,88                          | 1,89                                     | 1,94                                     | 1,82                                     | 1,66                                     | 2,58                                     |
| 2.    | Sebastian Lee | 1,91                          | 1,86                                     | 2,07                                     | 1,79                                     | 1,65                                     | 2,16                                     |
| 3.    | Like Li       | 2,02                          | 2,66                                     | 1,75                                     | 1,33                                     | 2,01                                     | 2,29                                     |

### Skewb
| Platz | Teilnehmer     | Durchschnittszeit in Sekunden | Zeiten aller Lösungsversuche in Sekunden | Zeiten aller Lösungsversuche in Sekunden | Zeiten aller Lösungsversuche in Sekunden | Zeiten aller Lösungsversuche in Sekunden | Zeiten aller Lösungsversuche in Sekunden |
| ----- | -------------- | ----------------------------- | ---------------------------------------- | ---------------------------------------- | ---------------------------------------- | ---------------------------------------- | ---------------------------------------- |
| 1.    | Stanley Chapel | 2,32                          | 2,27                                     | 2,22                                     | 2,47                                     | 2,11                                     | 3,07                                     |
| 2.    | Carter Kucala  | 2,51                          | 2,22                                     | 2,63                                     | 2,68                                     | 1,91                                     | 3,80                                     |
| 3.    | Zayn Khanani   | 2,55                          | 3,89                                     | 1,63                                     | 1,99                                     | 1,78                                     | 6,02                                     |

### Square-1
| Platz | Teilnehmer      | Durchschnittszeit in Sekunden | Zeiten aller Lösungsversuche in Sekunden | Zeiten aller Lösungsversuche in Sekunden | Zeiten aller Lösungsversuche in Sekunden | Zeiten aller Lösungsversuche in Sekunden | Zeiten aller Lösungsversuche in Sekunden |
| ----- | --------------- | ----------------------------- | ---------------------------------------- | ---------------------------------------- | ---------------------------------------- | ---------------------------------------- | ---------------------------------------- |
| 1.    | Sameer Aggarwal | 5,40                          | 5,28                                     | 5,60                                     | 5,33                                     | 5,15                                     | 6,79                                     |
| 2.    | Daniel Karnaukh | 6,08                          | 6,94                                     | 5,58                                     | 5,51                                     | 6,64                                     | 6,01                                     |
| 3.    | Hassan Khanani  | 6,66                          | 7,60                                     | 6,12                                     | 4,97                                     | 8,16                                     | 6,26                                     |

### 4×4×4 Blind
| Platz | Teilnehmer     | Durchschnitt | Zeiten aller Lösungsversuche in Minuten:Sekunden | Zeiten aller Lösungsversuche in Minuten:Sekunden | Zeiten aller Lösungsversuche in Minuten:Sekunden |
| ----- | -------------- | ------------ | ------------------------------------------------ | ------------------------------------------------ | ------------------------------------------------ |
| 1.    | Stanley Chapel | DNF          | 1:16,33                                          | 1:11,51                                          | DNF                                              |
| 2.    | Tommy Cherry   | DNF          | DNF                                              | 1:20,34                                          | 1:23,05                                          |
| 3.    | Daniel Wallin  | DNF          | DNF                                              | 1:33,63                                          | DNF                                              |

### 5×5×5 Blind
| 1. | Hill Pong Yong Feng | DNF | DNF | 2:18,78 | DNF     |
| 2. | Adrian Dębski       | DNF | DNF | DNF     | 3:15,72 |
| 3. | Stanley Chapel      | DNF | DNF | 3:19,14 | DNF     |

### 3×3×3Multi-Blind
| Platz | Teilnehmer      | Bestleistung (Zeit in Stunden:Minuten:Sekunden) | Ergebnisse aller Lösungsversuche (Zeit in Stunden:Minuten:Sekunden) | Ergebnisse aller Lösungsversuche (Zeit in Stunden:Minuten:Sekunden) |
| ----- | --------------- | ----------------------------------------------- | ------------------------------------------------------------------- | ------------------------------------------------------------------- |
| 1.    | Krzysztof Bober | 49/52 59:19                                     | 49/52 59:19                                                         | 41/54 1:00:00                                                       |
| 2.    | Ezra Hirschi    | 49/57 1:00:00                                   | 49/57 1:00:00                                                       | 44/56 57:33                                                         |
| 3.    | Shivam Bansal   | 43/46 1:00:00                                   | 42/48 59:29                                                         | 46/49 1:00:00                                                       |